# 1. županijska liga HNŽ
Županijska liga HNŽ ili kraće liga HNŽ-a je županijsko ligaško natjecanje četvrtog stupanja nogometnih natjecanja u BiH. U ovoj se ligi natječu klubovi s područja Hercegovačko-neretvanske županije. 

## Struktura lige
Peti stupanj u ovoj županiji ne postoji, pa iz ove lige ne ispada nitko, a broj klubova se povećava kada se prijave novi klubovi ili pri ispadanju ekipa iz višeg ranga – Druge lige – Jug u koju odlazi prvak ove lige.

## Sudionici u sezoni 2024./25.
- FK Bjelopoljac, Bijelo Polje – Potoci
- FK Blagaj, Blagaj
- HNK Branitelj, Mostar
- NK Cim, Cim
- FK Iskra, Stolac
- FK Lokomotiva, Mostar
- NK Mostar, Mostar
- NK Neretva Čeljevo 2020, Čeljevo
- NK Sport talent, Mostar

## Dosadašnji osvajači
- 2002./03. i ranije – ?
- 2003./04. – NK Međugorje, Međugorje[1]

...
- 2006./07. – HNK Bjelopoljac, Bijelo Polje – Potoci
- 2007./08. – FK Soko, Drežnica
- 2008./09. – HNK Bjelopoljac, Bijelo Polje – Potoci
- 2009./10. – ?
- 2010./11. – FK Klis, Buturović Polje
- 2011./12. – HNK Rama, Prozor-Rama
- 2012./13. – FK Iskra, Stolac
- 2013./14. – FK Blagaj, Blagaj
- 2014./15. – HNK Rama, Prozor-Rama
- 2015./16. – NK Cim, Cim
- 2016./17. – HNK Stolac, Stolac
- 2017./18. – FK Bjelopoljac, Bijelo Polje – Potoci
- 2018./19. – HNK Kruševo, Kruševo
- 2019./20. – HNK Višići, Višići
- 2020./21. – HNK Višići, Višići
- 2021./22. – HNK Kruševo, Kruševo
- 2022./23. – NK Međugorje, Međugorje
- 2023./24. – UŠS Fortuna, Mostar
- 2024./25. – Neretva 2020, Čeljevo

## Vanjske poveznice
- Nogometni savez Hercegovačko-neretvanske županije
- (engl.) sofascore.com, Kantonalna liga HNK
- sportdc.net, Kantonalna liga HNK
- sportsport.ba, Kantonalna liga HNK